# Od morza do morza (album)
Od morza do morza – solowy album Kuby Sienkiewicza, lidera Elektrycznych Gitar, wydany w 1994 roku. Zawierał on, oprócz piosenek autora – utwory Jacka Kleyffa, Jana Kelusa oraz takie, do których tekst został zaczerpnięty z poezji Sotera Rozbickiego, określanego przez Kubę Sienkiewicza mianem „średniowiecznego happeningowca”. Oprócz tego, na płytę trafiły też utwory Jacka Wąsowskiego. Sam Kuba Sienkiewicz w charakterystycznym dla siebie stylu, z ironią opowiada o „bardzo wielkiej sławie” – Moim imieniem wabią psy, nazwiskiem zwą ulice. To nie jest łatwe, wierzcie mi, żyć z tym przez całe życie. Płytę promowała Piosenka polityczna, a do Nie męcz mnie nakręcono teledysk.
Znaczna część repertuaru (Piosenka polityczna, Cyrk, Będę szedł, Od morza do morza, Nie męcz mnie, Cymbał i Sława) była później grywana na koncertach Elektrycznych Gitar. Dwie pierwsze z wyżej wymienionych można usłyszeć na płycie Chałtury, wydanej w 1996.

## Lista utworów
1. „Dobry początek” (J. Sienkiewicz)
2. „Piosenka polityczna” (J. Sienkiewicz)
3. „Cyrk” (trad. / Jacek Kleyff)
4. „Będę szedł” (J. Sienkiewicz)
5. „Od morza do morza” (R. Davies / sł. pol. J. Sienkiewicz)
6. „Nie męcz mnie” (G. Brudko, J. Kleyff)
7. „Woda I” (J. Wąsowski, J. Sienkiewicz)
8. „Leasing” (J. Sienkiewicz)
9. „Fiat 126p” (J. Kelus)
10. „Ars longa, vita brevis” (J. Kelus)
11. „Cymbał” (S. Rozbicki / J. Sienkiewicz)
12. „Pieśń Gustawa” (A. Jarecki, Z. Fedecki, M. Lusztig)
13. „Sława” (J. Sienkiewicz)
14. „Woda II” (J. Wąsowski)
15. „Panny i fraki” (S. Rozbicki / J. Sienkiewicz)
16. „Świnia” (S. Rozbicki / J. Sienkiewicz)

## Wykonawcy
- Kuba Sienkiewicz – gitara, śpiew
- Jacek Wąsowski – gitary, mandolina, banjo, dobro
- Tomasz Grochowalski – gitara basowa, kontrabas, perkusja
- Jarosław Grodowski – akordeon
- Marek Wierzchucki – skrzypce